# 대한민국 민법 제116조
대한민국 민법 제116조는 대리행위의 하자에 대한 민법총칙 조문이다.

## 조문
제116조 (대리행위의 하자) ① 의사표시의 효력이 의사의 흠결, 사기, 강박 또는 어느 사정을 알았거나 과실로 알지 못한 것으로 인하여 영향을 받을 경우에 그 사실의 유무는 대리인을 표준하여 결정한다.

② 특정한 법률행위를 위임한 경우에 대리인이 본인의 지시에 좇아 그 행위를 한 때에는 본인은 자기가 안 사정 또는 과실로 인하여 알지 못한 사정에 관하여 대리인의 부지를 주장하지 못한다.

第116條(代理行爲의 瑕疵) ① 意思表示의 效力이 意思의 欠缺, 詐欺, 强迫 또는 어느 事情을 알았거나 過失로 알지 못한 것으로 因하여 影響을 받을 境遇에 그 事實의 有無는 代理人을 標準하여 決定한다.
②特定한 法律行爲를 委任한 境遇에 代理人이 本人의 指示에 좇아 그 行爲를 한 때에는 本人은 自己가 안 事情 또는 過失로 因하여 알지 못한 事情에 關하여 代理人의 不知를 主張하지 못한다.

## 판례
- 대리인이 본인을 대리하여 매매계약을 체결함에 있어서 매매대상 토지에 관한 저간의 사정을 잘 알고 그 배임행위에 가담하였다면, 대리행위의 하자 유무는 대리인을 표준으로 판단하여야 하므로, 설사 본인이 미리 그러한 사정을 몰랐거나 반사회성을 야기한 것이 아니라고 할지라도 그로 인하여 매매계약이 가지는 사회질서에 반한다는 장애사유가 부정되는 것은 아니다.[1]

- 대리인에 의한 이중매매에 있어서(제2매수인이 대리인을 통하여 매수한 경우), 매도인의 배임행위에 적극 가담여부는 대리인을 기준으로 판단하여야 하므로 본인이 매도인의 배임행위에 적극 가담한 사정을 몰랐다 하더라도 이중매매가 사회질서에 위반된다는 점에 지장을 주지 아니한다.[2]

- 매도인의 대리인이 매매한 경우에 있어서 그 매매가 불공정한 법률행위인가를 판단함에는 매도인의 경솔·무경험은 그 대리인을 기준으로 하여 판단하여야 하고, 궁박상태에 있었는지의 여부는 매도인 본인의 입장에서 판단되어야 한다.[3]

- 사자에 의한 의사표시의 경우는 물론 본인이 결정한 의사를 대리인으로 하여금 표시하게 한 경우에는, 그 의사표시는 대리행위가 아니므로 오로지 본인에 대하여서만 그 지·부지, 착오 등이 문제된다 할 것인 바(하자를 결정하는 기준이 본인이라는 의미), 본인이 기망당하였다 하더라도 대리인이 기망당한 일이 없으므로 본인이 그 의사표시를 취소할 수 없다고 판시한 것은 법리를 오해한 위법이 있다.[4]

- (대리인이 알고 있는 사정에 대한 본인의 부지) 매수인 갑이 대리인 을을 통하여 분양택지매수지분의 매매계약을 체결한 경우, 대리행위의 하자의 유무는 을을 표준으로 판단하여야 한다. 따라서 을이 분양자와의 매매계약에 있어서 갑의 1인으로서 그 계약내용 가운데 잔금의 지급기일, 그 지급 여부 및 연체지연손해금의 액수에 관하여 잘 알고 있었다고 인정되는 때에는 설사 갑이 연체지연손해금 여부 및 그 액수에 관하여 모른 채로 을에게 대리권을 수여하여 매도인 병과의 사이에 그 매매계약을 체결하였다고 하더라도 갑으로서는 그 자신의 착오를 이유로 병과의 매매계약을 취소할 수 없다.[5]

- 취소한 법률행위는 처음부터 무효인 것으로 간주되므로 취소할 수 있는 법률행위가 일단 취소된 이상 그 후에는 취소할 수 있는 법률행위의 추인에 의하여 이미 취소되어 무효인 것으로 간주된 당초의 의사표시를 다시 확정적으로 유효하게 할 수는 없고, 다만 무효인 법률행위의 추인의 요건과 효력으로서 추인할 수는 있으나, 무효행위의 추인은 그 무효 원인이 소멸한 후에 하여야 그 효력이 있고, 따라서 강박에 의한 의사표시임을 이유로 일단 유효하게 취소되어 당초의 의사표시가 무효로 된 후에 추인한 경우 그 추인이 효력을 가지기 위하여는 그 무효 원인이 소멸한 후일 것을 요한다고 할 것인데, 그 무효 원인이란 바로 위 의사표시의 취소사유라 할 것이므로 결국 무효 원인이 소멸한 후란 것은 당초의 의사표시의 성립 과정에 존재하였던 취소의 원인이 종료된 후, 즉 강박 상태에서 벗어난 후라고 보아야 한다[6]

## 참고문헌
- 정신동. "인식 귀속의 법률상 기본규범으로서 민법 제116조 제1항에 대한 연구." 민사법학 83.- (2018): 3-35.
- 이병준. "상대방의 사기로 인하여 본인이 한 수권행위와 이를 기초로 한 대리인의 대리행위의 취소가능성 - 민법 제116조 제2항의 유추 가능성에 관하여 -." 재산법연구 20.2 (2003): 43-62.